# Reflekterende bassin
Et reflekterende bassin, også kaldet reflektionsbassin, er et vandspil oftest fundet i haver, parker eller ved mindesmærker. Det består som regel af et lavvandet vandbassin, uforstyrret af springvand og fontæner, for at skabe en reflekterende overflade.

## Design
Reflekterende bassiner er ofte designet sådan, at den ydre bassinkant er en anelse dybere end centrale del af bassin for at forebygge bølgedannelse. De kan være så små som et fuglebad til være større offentlige installationer. Deres oprindelse stammer fra antikke persiske haver.

## Liste over særlige bassiner
- Miroir d'eau (Vandspejlet) på Place de la Bourse i Bordeaux, Frankrig, er verdens største reflekterende pool. [1]
- Mughal-havens reflekterende bassiner ved Taj Mahal i Agra, Indien
- Chehel Sotoun i Iran
- Lincoln Memorial Reflecting Pool og Capitol Reflecting Pool, i Washington, DC
- Mary Gibbs og Jesse H. Jones Reflection Pool, Hermann Park, Houston, Texas, USA
- Den modernistiske Palácio do Planalto og Palácio da Alvorada i Brasília, Brasilien
- Martin Luther King Jr. National Historical Park i Atlanta, Georgien
- Oklahoma City National Memorial på stedet for Oklahoma City-bombningen
- Hollywood Bowl i Los Angeles, Californien, en tidligere reflekterende pool, var placeret foran scenen, ca. 1953 - 1972. [2]
- World Trade Center Memorial, der ligger i New York City, har to reflekterende bassiner på det sted, hvor Twin Towers stod.

## Galleri
- Den reflekterende pool af Taj Mahal
- Den reflekterende pool i Patio de los Arrayanes ved det mauriske Alhambra i Granada, Spanien
- Reflekterende pool ved China Pavilion, Epcot Center, Florida

- Et persisk verdensarvsted Chehel Sotoun i Iran.
- Reflekterende pool ved University of Western Australia
- Reflekterende dam ved Christchurch Arts Center i New Zealand
- Reflekterende pool af Palácio do Planalto (Planalto Palace) i Brasiliens modernistiske hovedstad Brasília

- Washington Monument fra Lincoln Memorial Reflecting Pool i Washington, DC
- Reflekterende pool ved Christian Science Church i Boston, Massachusetts
- Mary Gibbs og Jesse H. Jones Reflection Pool i Hermann Park i Houston, Texas
- Den nordreflekterende pool ved det nationale mindesmærke den 11. september og museet i skumringen, World Trade Center, New York